# Christianella glandulifera
Christianella glandulifera là một loài thực vật có hoa trong họ Malpighiaceae. Loài này được (Cuatrec.) W.R.Anderson mô tả khoa học đầu tiên năm 2006.